# Poopó (provins)

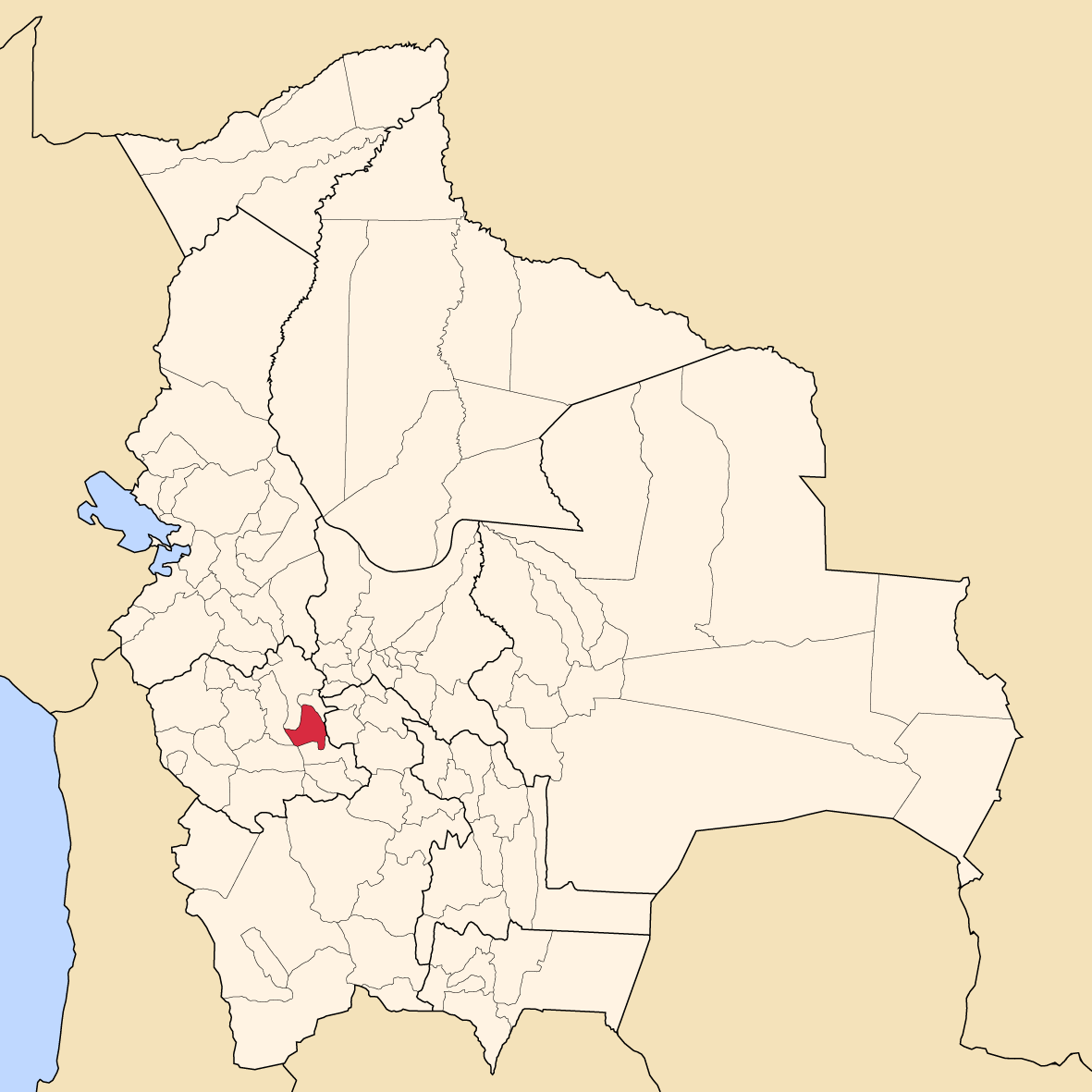
Provinsens läge i Bolivia

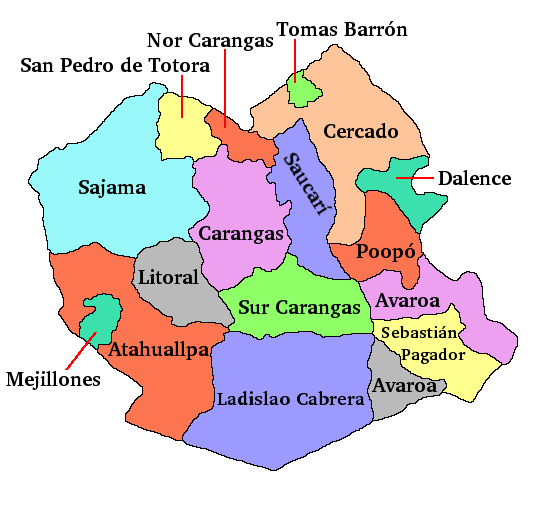
Provinser i Oruro

Poopó är en provins i departementet Oruro i Bolivia. Den administrativa huvudorten är Poopó.
Provinsen består av tre kommuner:
1. Poopó (Poopó)
2. Pazña (Pazña)
3. Antequera (Antequera)